# Yvonne Lindbom
Yvonne  Lindbom, född 14 mars 1954 i Karlskoga, är en svensk målare och konstpedagog.
Lindbom studerade måleri 4 år vid Örebro Konstskola, skulptur 1 år vid Örebro Konstskola, konstpedagogik 1 år vid Konstfack i Stockholm samt till bildpedagog/lärare e vid Umeå universitet.  I ett urval har hon ställt ut på bland annat Karlskoga Konsthall samt ett antal vårsalonger  1991, KGA V-huset 1992, Röda ladan i Karlskoga 1993–1996, Visby galleri  Bouqenist  , Hällefors Konsthall. Hon har medverkat i samlingsutställningar på Karlskoga Konsthall, Karlskoga Grafikverkstad, Örebro Konstskola, Galleri Lenix, Karlskoga sjukhus Grafikutställning, Hallagården i Örebro, Länets Konst på Örebro läns museum, Örebro konsthall, Vänsterpartiet i Karlskoga och Kulturföreningen Berget i Degerfors, Galleri Svea, Karlskoga konsthall och Konst runt Möckeln där hon även innehar ordförandeposten.
Lindbom är representerad i Karlskoga kommuns samling, Bergslagsmuseet Stiftelsen Loka Brunn och Örebro läns landsting (Karlskoga lasarett).
Hennes konst består figurativ koloristisk humoristiskt berättande om människor, dansande, musicerande, det är blues i hennes måleri.
Vid sidan av sitt konstnärskap arbetar hon som bildlärare och driver en egen  i Atelje Duvedalen Degerfors.